# Monika Weber (personnalité politique)
Monika Weber, née le 18 mars 1943 à Zurich, est une personnalité politique suisse. Elle siège au Conseil national de 1982 à 1987 et au Conseil des États de 1987 à 1998. Elle préside également l'Alliance des Indépendants (AdI) de 1992 à 1996.

## Biographie

### Études et parcours professionnel
Monika Weber naît le 18 mars 1943 à Zurich. Elle suit une première formation à l'école de commerce de la ville. Elle travaille comme secrétaire pendant huit ans et commence parallèlement des études, obtenant d'abord une maturité fédérale par correspondance,. Elle obtient ensuite une licence en sciences politiques et en philosophie après avoir étudié aux universités de Genève et de Zurich,.
Parallèlement à ses activités politiques, elle est directrice du Forum des consommatrices de Suisse alémanique de 1978 à 1985,. À ce poste, elle défend l'Initiative populaire « tendant à empêcher des abus dans la formation des prix » qui est acceptée par le peuple suisse le 22 novembre 1982. En 1985, elle devient la première femme à occuper le poste de secrétaire général de la Société suisse des employés de commerce,. Pendant son mandat, elle lance une initiative populaire demandant le libre passage entre les caisses de pension. En 1991, elle quitte ce poste pour devenir directrice du département « Économie politique » de la Fédération des coopératives Migros, fonction qu'elle conserve jusqu'à son élection à l'exécutif de Zurich en 1998,. En 2006, à la suite de son départ de l'exécutif de la ville de Zurich, elle prend la présidence de la Commission fédérale du cinéma, succédant à l'ancien conseiller aux États radical Andreas Iten.

### Parcours politique
Membre de l'Alliance des Indépendants, Monika Weber siège de 1971 à 1983 au Grand Conseil du canton de Zurich. Elle fait partie des premières femmes élues dans ce parlement, juste après l'introduction du suffrage féminin, et en est la plus jeune élue cette année-là,.
À la fin de l'année 1982, elle entre au Conseil national. Lors des élections fédérales de 1987, elle se présente au Conseil des États et termine en tête, devant le conseiller aux États radical sortant Riccardo Jagmetti, qui est donc réélu, et le conseiller national Christoph Blocher, membre de l'Union démocratique du centre (UDC), qui n'est, lui, pas élu,. En plus du soutien de son propre parti, elle reçoit pendant la campagne l'appui du Parti évangélique, des Verts et du Parti socialiste, tandis que le Parti radical-démocratique, l'UDC et le Parti démocrate-chrétien soutiennent le duo Jagmetti-Blocher. À ce moment-là, elle est l'une des rares personnalités politiques à être élue au Conseil des États sans appartenir à un parti gouvernemental.
En 1989, elle est candidate à la succession de la conseillère fédérale radicale Elisabeth Kopp. Elle est la quatrième femme à se présenter à une élection au Conseil fédéral après la socialiste Lilian Uchtenhagen en 1983, la radicale Elisabeth Kopp en 1984 et la démocrate-chrétienne Judith Stamm en 1986. Elle justifie sa candidature, en dépit de la petite taille de son parti, par le fait que les femmes doivent être représentées au Conseil fédéral. Elle est soutenue par son propre parti, le Parti évangélique suisse et les Verts, mais l'Assemblée fédérale lui préfère le radical Kaspar Villiger. Elle obtient 33 voix sur 235 bulletins valables.
Très populaire dans son canton, elle est réélue au Conseil des États en 1991 et en 1995,. Aux chambres fédérales, elle mène une politique qualifiée de centriste, voire de droite. Elle défend une politique financière restrictive, tout en s'opposant à des coupes budgétaires dans le domaine social. Elle défend à plusieurs reprises les intérêts de la Migros, soutien financier important de son parti et son employeur depuis 1991. Elle demande ainsi des mesures de contrainte contre les dealers étrangers actifs au Letten, une scène ouverte de la drogue située juste à côté du siège de la société. Dans le canton de Zurich, elle lance une initiative pour l'ouverture des commerces le soir et le dimanche à la gare centrale, un endroit où la Migros a un magasin.
En 1992, elle devient présidente de l'Alliance des Indépendants, succédant au conseiller national Franz Jaeger à un moment où le parti est en déclin. Alors que ce dernier appartient à l'aile écologiste du parti, elle fait partie de l'aile traditionnelle, qui se concentre davantage sur la protection des consommateurs. Lors de son élection à la tête du parti, elle annonce vouloir soutenir l'adhésion de la Suisse à la Communauté économique européenne. Lors des élections fédérales de 1995, le parti obtient 1,8% des voix, le plus mauvais score de son histoire. Elle quitte la présidence de l'Alliance des Indépendants en 1996.
En 1998, elle est élue à l'exécutif de la ville de Zurich et démissionne du Conseil des États. Elle échoue en revanche à ravir la présidence de la ville au socialiste Josef Estermann, et ce malgré le soutien des partis bourgeois. Elle considérera plus tard sa candidature à la présidence et son alliance avec les partis de droite comme une erreur. Si l'on excepte sa candidature malheureuse au Conseil fédéral en 1989, il s'agit de la seule défaite électorale de sa carrière. Lorsque l'Alliance des Indépendants se dissout en 1999, elle poursuit son parcours politique en tant qu'élue hors parti ; elle est ainsi réélue à l'exécutif en 2002, terminant deuxième derrière Edmar Lederberger. Elle siège à l'exécutif zurichois en tant que responsable du Département des écoles et des sports jusqu'en 2006,. Elle y mène de nombreuses réformes et son action y est jugée de manière très positive.